# دانبرووا ژلونا
دانبرووا ژلونا (به لهستانی:  Dąbrowa Zielona) یک روستا در لهستان است که در گمینا دانبرووا ژلونا واقع شده‌است. دانبرووا ژلونا ۸۸۱ نفر جمعیت دارد.